# Laboratoire d’écologie des hydrosystèmes naturels et anthropisés
Le laboratoire d’écologie des hydrosystèmes naturels et anthropisés (LEHNA) est une unité de recherche spécialisée dans l'écologie dont le siège se situe à Villeurbanne, dans le département du Rhône.
Il est placé sous plusieurs tutelles : le CNRS (UMR 5023), l'université Claude-Bernard-Lyon-I, l'Institut national de la recherche agronomique et l'École nationale des travaux publics de l'État.
Les études sont effectuées autour de cinq équipes :
- Biodiversité des écosystèmes lotiques ;
- écologie végétale et zones humides ;
- écologie, évolution, écosystèmes souterrains ;
- écophysiologie, comportement, conservation ;
- impacts des polluants sur les écosystèmes.